# Carl Vincent Krogmann
Carl Vincent Krogmann (* 3. März 1889 in Hamburg; † 14. März 1978 ebenda) war ein Reeder, Bankier und Industrieller aus Hamburg und während der Zeit des Nationalsozialismus ab 8. März 1933 Erster Bürgermeister und ab 19. Mai 1933 „Regierender Bürgermeister“ der Stadt Hamburg. Trotz dieses Titels hatte er wenig politische Macht in Hamburg. Der NS-Gauleiter und Reichstatthalter Karl Kaufmann setzte Krogmann am 30. Juli 1936 in der Funktion als Chef der Landesregierung ab, um selbst die offizielle Führung zu übernehmen. Krogmann blieb als Bürgermeister Leiter der „Gemeindeverwaltung“.

## Leben
Krogmann war Sohn des Reeders Richard Carl Krogmann und bis 1933 Mitinhaber des angesehenen Hamburger Handelshauses Wachsmuth und Krogmann, das hauptsächlich als Bank und Reederei tätig war. 1930 wurde er in die Hamburger Handelskammer gewählt. Er war Vorstandsmitglied des Hamburger Nationalklubs.
Vor der Machtübernahme durch die Nationalsozialisten trat Krogmann, der Sohn einer alteingesessenen Hamburger Kaufmannsfamilie, politisch nicht in Erscheinung. Zwar war er bereits an der Industrielleneingabe beteiligt, zunächst jedoch nicht Mitglied der NSDAP. Als nach der Machtübernahme der Hamburger Senat geschlossen zurücktrat, schlug Reichsstatthalter und Gauleiter Karl Kaufmann Krogmann als neuen Ersten Bürgermeister vor. Er versprach sich von Krogmann eine engere Bindung der Hamburger an die Partei und die Ideologie der Nationalsozialisten.
Krogmann wurde am 8. März 1933 zum Mitglied des Hamburger Senats und im Senat zum Ersten Bürgermeister gewählt. Er trat zum 1. Mai 1933 in die NSDAP ein (Mitgliedsnummer 1.866.830). Er war Delegationsmitglied der Londoner Konferenz (1933), einer Weltwirtschaftskonferenz. Am 18. Mai 1933 wurde er von Reichsstatthalter Kaufmann zum Regierenden Bürgermeister ernannt, ab 30. Juli 1936 führte er als Folge der politischen Gleichschaltung nur noch das Amt als Leiter der Gemeindeverwaltung. Die Führung der Landesregierung übernahm Kaufmann selbst. Krogmann hatte das Amt des Leiters der Gemeindeverwaltung bis zur Übergabe der Stadt an die britische Armee am 3. Mai 1945 inne.
Nach der Verhaftung Kaufmanns am 4. Mai vereinigten die Briten Staats- und Gemeindeverwaltung wieder in der Hand des Bürgermeisters. Vom 5. bis 9. Mai fanden unter seiner Leitung tägliche Senatsberatungen statt. Somit beließ die Militärregierung ihn bis zu seiner Verhaftung durch den britischen Stadtkommandanten Harry William Hugh Armytage am 11. Mai im Amt.
Krogmann war 1932 Mitglied des Keppler-Kreises, aus dem nach 1933 der Freundeskreis Reichsführer SS wurde. 1935 eröffnete er auf dem Gelände des ehemaligen Zoologischen Gartens eine Niederdeutsche Gartenschau Planten un Blomen, in der nach den Vorstellungen der Nationalsozialisten nur „deutsche Pflanzen“ wachsen sollten.

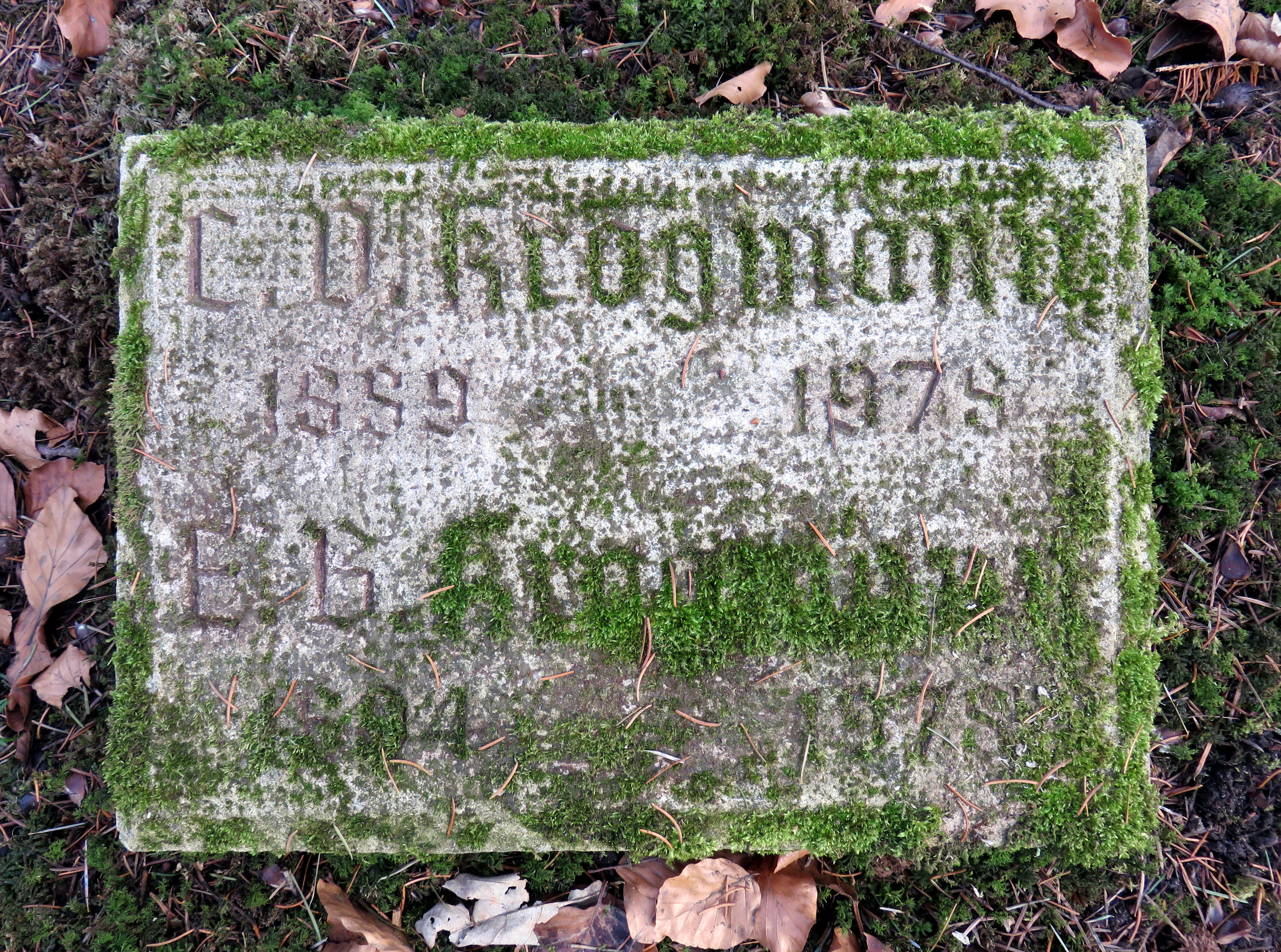
Grabstein von C. V. Krogmann auf dem Friedhof Ohlsdorf

Krogmann bekleidete auch das Amt des Gauarbeitsführers, gehörte dem Präsidialrat der Reichsschrifttumskammer an, war Mitglied des Reichskultursenats und in der Akademie für Deutsches Recht sowie Landesführer des Deutschen Roten Kreuzes.
Nach Kriegsende war Krogmann bis zum April 1948 in Bielefeld interniert. Er wurde im August 1948 von der 13. Bielefelder Spruchkammer wegen Mitgliedschaft in einer verbrecherischen Organisation zu 10.000 Mark Strafe verurteilt, die aber mit seiner Untersuchungshaft als verbüßt galt. Krogmann arbeitete nach seiner Entlassung aus dem Internierungslager in der Baubranche. Später war er Besitzer eines Holzgroßhandels. Politisch ist er in der Öffentlichkeit nicht mehr hervorgetreten. Durch Rundbriefe in kleiner Auflage versuchte er in den 1970er Jahren Verbindung zu alten Gesinnungsgenossen zu halten.
Krogmann starb im März 1978 in Hamburg, er wurde im Bereich der Familiengrabstätte auf dem Ohlsdorfer Friedhof in Hamburg im Planquadrat W 21 östlich von Kapelle 2 und nördlich der Nebenallee beigesetzt.

## Werke
- Geliebtes Hamburg. Christians-Verlag, 1955.
- Bellevue. Christians-Verlag, 1960 (2. Auflage 1963).
- Es ging um Deutschlands Zukunft. Druffel-Verlag, Leoni am Starnberger See 1982, ISBN 3-8061-0741-6.

## Belege
1. ↑  Bundesarchiv R 9361-IX KARTEI/23421152
2. ↑  Liste der Hamburger Bürgermeister (Memento des Originals vom 1. März 2011 im Internet Archive)  Info: Der Archivlink wurde automatisch eingesetzt und noch nicht geprüft. Bitte prüfe Original- und Archivlink gemäß Anleitung und entferne dann diesen Hinweis. (PDF; 25 kB). In: Website der Stadt Hamburg.
3. ↑  Heinrich Erdmann (Red.): Hamburg nach dem Ende des Dritten Reiches: politischer Neuaufbau 1945/46 bis 1949. Sechs Beiträge. Veröffentlichungen der Landeszentrale für politische Bildung, Hamburg 2000, ISBN 3-929728-50-8, S. 15.
4. ↑  Heinrich Erdmann (Red.): Hamburg nach dem Ende des Dritten Reiches: politischer Neuaufbau 1945/46 bis 1949. Sechs Beiträge. Veröffentlichungen der Landeszentrale für politische Bildung, Hamburg 2000, ISBN 3-929728-50-8, S. 16 und 26.
5. ↑  Manfred Asendorf: 1945. Hamburg besiegt und befreit. Veröffentlichungen der Landeszentrale für politische Bildung, Hamburg 1995, S. 26 (Protokolltext, in dem Bürgermeister Krogmann genannt wird).
6. ↑  Heinrich Erdmann (Red.): Hamburg im Dritten Reich. Sieben Beiträge. Veröffentlichungen der Landeszentrale für politische Bildung, Hamburg 1998, ISBN 3-929728-42-7, S. 33.
7. ↑  In Planten un Blomen durften nur deutsche Gewächse blühen. In: Welt am Sonntag. 26. Juni 2005 (über die Eröffnung von Planten un Blomen).
8. ↑  Hamburger Volkszeitung, 21. August 1948.
9. ↑  Rundbriefe von Carl Vincent Krogmann, 1973.
10. ↑  Vgl. Ernst Klee: Das Personenlexikon zum Dritten Reich. Frankfurt am Main 2007, S. 342
11. ↑  Prominenten-Gräber

| Personendaten    | Personendaten                                                 |
| ---------------- | ------------------------------------------------------------- |
| NAME             | Krogmann, Carl Vincent                                        |
| KURZBESCHREIBUNG | deutscher Politiker, Erster Bürgermeister Hamburg (1933–1945) |
| GEBURTSDATUM     | 3. März 1889                                                  |
| GEBURTSORT       | Hamburg                                                       |
| STERBEDATUM      | 14. März 1978                                                 |
| STERBEORT        | Hamburg                                                       |